# 코시체 노면전차

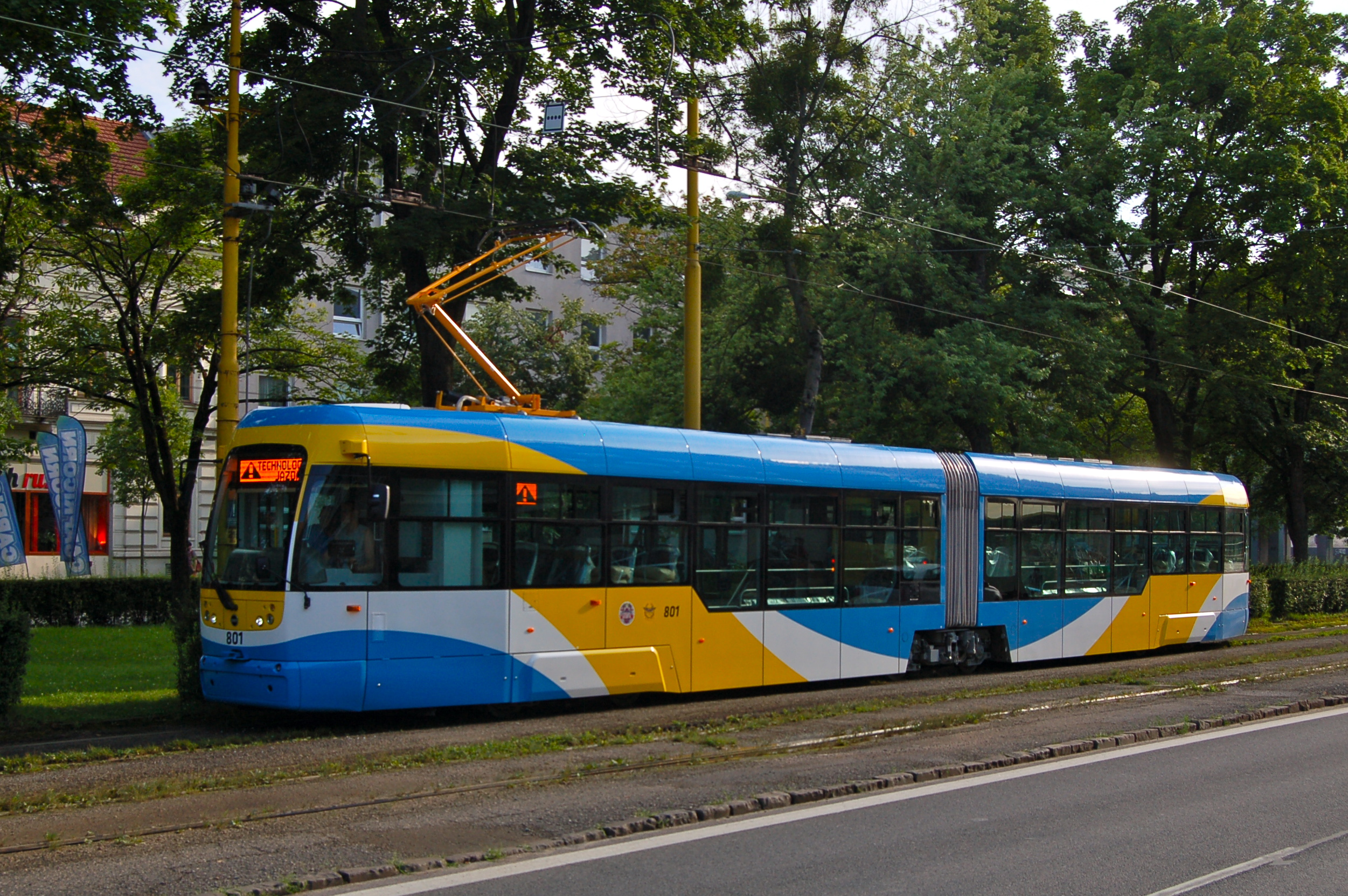
코시체 노면전차

코시체 노면전차(슬로바키아어: Električková doprava v Košiciach)는 슬로바키아 코시체에서 운영되고 있는 노면전차 시스템이다. 1895년 개통하였다. 슬로바키아에서 운영되고 있는 2개의 노면전차 시스템 중 하나로, 나머지는 브라티슬라바의 브라티슬라바 노면전차다. 111대의 차량으로 구성되어 있으며 차량은 약 33.7km(20.9마일)의 선로에 걸쳐 16개 노선에서 운행된다.